# Sân bay Odate-Noshiro
Sân bay Odate-Noshiro là một sân bay ở Kitaakita, Akita, Nhật Bản (IATA: ONJ, ICAO: RJSR). Sân bay này nằm ở độ cao 89 m trên mực nước biển, có 1 đường băng dài 2000 m bề mặt nhựa đường.

## Các hãng hàng không và các tuyến điểm
- All Nippon Airways (Osaka-Itami, Tokyo-Haneda)